# Sohu
Sohu (chiń. 搜狐) – chińskie przedsiębiorstwo założone w 1996, działające w branży internetowej. Siedziba firmy mieści się w dzielnicy Haidian w Pekinie. Sohu oferuje usługi reklamowe, wyszukiwarkę internetową oraz usługi gamingowe i transmisji strumieniowej.